# ستيف نيومان (لاعب كرة قدم)
ستيف نيومان (بالإنجليزية: Steve Newman)‏ (29 ديسمبر 1953 بسياتل في الولايات المتحدة - 12 أكتوبر 2012 في الولايات المتحدة) هو مدرب كرة قدم ولاعب كرة قدم أمريكي في مركز الهجوم. لعب مع دالاس تورنايدو وIndianapolis Daredevils ‏ وكليفلاند فورس ‏ وColumbus Magic ‏ وسياتل ساوندرز.

## وصلات خارجية
- ستيف نيومان على موقع قاعدة بيانات كرة القدم.إي يو (الإنجليزية)